# Římskokatolická farnost Opava-Jaktař
Římskokatolická farnost Opava-Jaktař je územní společenství římských katolíků s farním kostelem svatého Petra a Pavla v Opavě-Jaktaři.

## Kostely a kaple na území farnosti
- Kostel svatého Petra a Pavla v Jaktaři
- Kaple svatých Cyrila a Metoděje v Milostovicích
- Kaple svatého Jana Nepomuckého ve Vlaštovičkách
- Kaple svatého Antonína Paduánského v Palhanci